# 科尔鲁瓦拉罗什
科尔鲁瓦拉罗什（法語：Colroy-la-Roche，法語發音：[kɔlʁwa la ʁɔʃ] ⓘ）是法国下莱茵省的一个市镇，属于莫尔塞姆区。

## 地理
科尔鲁瓦拉罗什（48°23'25"N, 7°10'55"E）面积8.18 平方千米，位于法国大東部大區下莱茵省，该省份为法国大陆部分最东部的省份，是阿尔萨斯的一部分，今与上莱茵省组成了阿尔萨斯欧洲集体，其南至上莱茵省，西南接孚日省和默尔特-摩泽尔省，西接摩泽尔省，北与德国接壤。
与科尔鲁瓦拉罗什接壤的市镇（或旧市镇、城区）包括：贝勒福斯、布朗什吕、布吕什堡、朗吕、圣布莱斯拉罗什、索叙尔。
科尔鲁瓦拉罗什的时区为UTC+01:00、UTC+02:00（夏令时）。

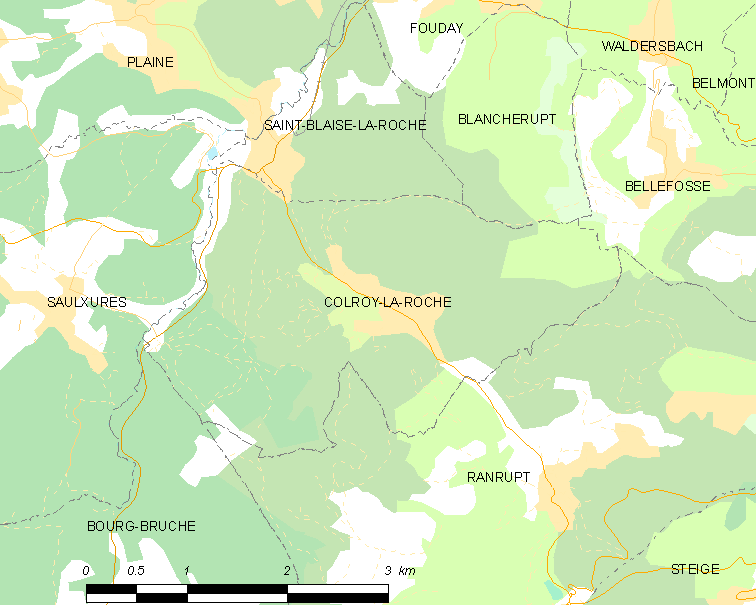
科尔鲁瓦拉罗什的OSM定位图

## 行政
科尔鲁瓦拉罗什的邮政编码为67420，INSEE市镇编码为67076。

## 政治
科尔鲁瓦拉罗什所属的省级选区为米齐格县。

## 人口

1962-2008年间科尔鲁瓦拉罗什人口变化图示

科尔鲁瓦拉罗什于2022年1月1日时的人口数量为472人。